# Aktsiabrski
Aktsiabrski (bielorruso: Акця́брскі) u Oktiabrski (ruso: Октя́брьский) es un asentamiento de tipo urbano de Bielorrusia, capital del distrito homónimo en la provincia de Gómel. Dentro del distrito, es la capital del consejo rural homónimo sin formar parte del mismo.
En 2022, el asentamiento tenía una población de 7310 habitantes.
El asentamiento fue fundado en 1954 mediante la fusión de tres pueblos colindantes: Karpílauka, Rudabelka y Rudnia.
Se ubica sobre la carretera P34, a medio camino entre Mazyr y Asipóvichy.